# Feriensiedlung Moscher
Die Feriensiedlung Moscher (auch Feriendorf Hohentauern) ist eine Wochenendhaussiedlung in der Gemeinde Hohentauern in der Steiermark.
Die 2003 errichtete Feriensiedlung befindet sich östlich der Triebener Straße zwischen den Gasthöfen Moschner und Draxler und besteht aus mehreren gruppierten Häusern in Holzbauweise, die längs von Gehwegen aneinandergereiht sind, sowie einigen freistehenden Häusern im nahen Wald. Vermarktet wird die Ferienanlage unter dem Namen Feriendorf Hohentauern.
Im Regionalen Entwicklungsprogramm der Region Obersteiermark West ist die Feriensiedlung und auch jener Teil, der im Wald liegt, als Vorrangzone für Wohn-, Dorf- und Erholungszwecke ausgewiesen.